# Bąbel Lokalny

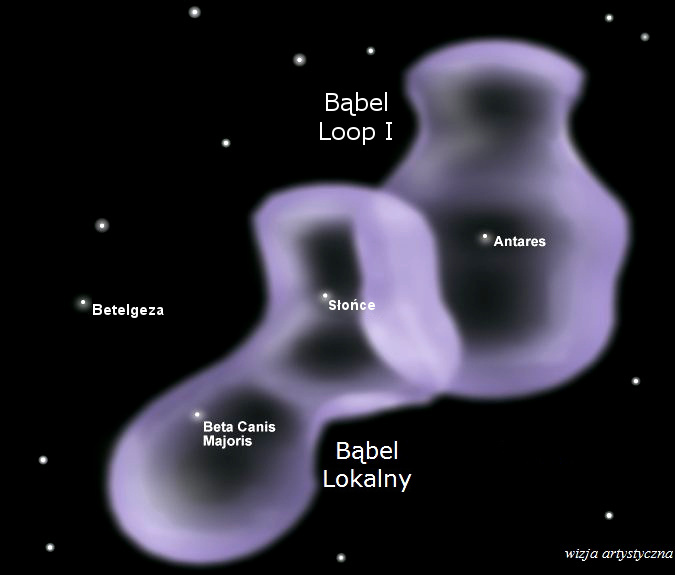
Artystyczna wizja Bąbla Lokalnego (zawierającego Słońce i gwiazdę Murzim) oraz sąsiedniego bąbla Loop I (zawierającego Antares, po lewej widoczna Betelgeza)

Bąbel Lokalny – obszar przestrzeni kosmicznej o małej gęstości materii międzygwiazdowej wewnątrz Ramienia Oriona w Drodze Mlecznej, wewnątrz którego aktualnie znajduje się Słońce. Rozciąga się na co najmniej 300 lat świetlnych i ma średnią gęstość około 0,05 atomu/cm3 (50000 atomów/m3), czyli około 1/10 średniej gęstości ośrodka międzygwiazdowego w Drodze Mlecznej. 
Bąbel Lokalny jest wynikiem eksplozji supernowych z ostatnich 2-4 milionów lat. Wcześniej sądzono, że Bąbel jest pozostałością po wybuchu supernowej, która utworzyła Gemingę – pulsar w gwiazdozbiorze Bliźniąt.

## Opis
Układ Słoneczny porusza się przez obszar rozrzedzonego gazu od około 5-10 milionów lat. Od kilkudziesięciu tysięcy lat znajduje się wewnątrz obłoku o nieco większej gęstości 0,1 atomu/cm3 (wciąż pięciokrotnie mniejszej niż średnia gęstość ośrodka w Drodze Mlecznej), powstałego na granicy Bąbla Lokalnego i sąsiedniego bąbla Loop I.
Bąbel Lokalny prawdopodobnie nie ma kulistego kształtu, ale rozciąga się szerzej nad i pod płaszczyzną Galaktyki, przypominając kształtem klepsydrę. Styka się z okolicznymi bąblami, wytwarzanymi przez wiatry gwiazdowe większych gwiazd i supernowych.